# Campeonato Provincial de Fútbol de Segunda Categoría de Loja 2019
El Campeonato Provincial de Segunda Categoría de Loja 2019 fue un torneo de fútbol en Ecuador en el cual compitieron equipos de la Provincia de Loja y la Provincia de Zamora Chinchipe. El torneo fue organizado por Asociación de Fútbol Profesional de Loja (AFPL) y avalado por la Federación Ecuatoriana de Fútbol. Empezó el 12 de mayo de 2019 y finalizó el 14 de julio de 2019. Participaron 6 clubes de fútbol y entregó 2 cupos al zonal de ascenso de la Segunda Categoría 2019 por el ascenso a la Serie B, además el campeón provincial clasificó a la Copa Ecuador 2020.

## Sistema de campeonato
El sistema determinado por la Asociación de Fútbol Profesional de Loja fue el siguiente:
- Se jugó una etapa única con los 6 equipos establecidos,[2] fue todos contra todos ida y vuelta (10 fechas), al final el equipo que terminó en primer y segundo lugar clasificaron a los zonales de Segunda Categoría 2019 como campeón y vicecampeón provincial.

## Equipos participantes
| Equipos participantes                      | Equipos participantes | Equipos participantes                             |
| ------------------------------------------ | --------------------- | ------------------------------------------------- |
|                                            |                       |                                                   |
| Equipo                                     | Ciudad                | Estadio                                           |
| Club Deportivo Loja Federal                | Loja                  | Estadio Federativo Reina del Cisne                |
| Club Deportivo Zamora Chinchipe            | Zamora                | Estadio Nuestra Señora de El Carmen               |
| Club Deportivo Sport Villarreal            | Cariamanga            | Estadio Municipal de Cariamanga                   |
| Club Deportivo Formativo Valle de Catamayo | Catamayo              | Estadio de la Liga Deportiva Cantonal de Catamayo |
| Club Sportivo Loja                         | Loja                  | Estadio Federativo Reina del Cisne                |
| Independiente Fútbol Club                  | Pindal                | Estadio Municipal de Pindal                       |

## Equipos por cantón
| Cantón   | N.º | Equipos                        |
| -------- | --- | ------------------------------ |
| Loja     | 2   | - Loja Federal - Sportivo Loja |
| Calvas   | 1   | - Sport Villarreal             |
| Catamayo | 1   | - Valle de Catamayo            |
| Pindal   | 1   | - Independiente de Pindal      |
| Zamora   | 1   | - Deportivo Chinchipe          |

## Clasificación
| Pos. | Equipo                  | Pts. | PJ | G | E | P | GF | GC | Dif. |  |
| ---- | ----------------------- | ---- | -- | - | - | - | -- | -- | ---- |  |
| 1    | Loja Federal            | 24   | 10 | 8 | 0 | 2 | 32 | 10 | +22  |  |
| 2    | Independiente de Pindal | 24   | 10 | 8 | 0 | 2 | 31 | 9  | +22  |  |
| 3    | Deportivo Chinchipe     | 13   | 9  | 6 | 1 | 2 | 17 | 8  | +9   |  |
| 4    | Valle de Catamayo       | 7    | 9  | 2 | 1 | 6 | 2  | 12 | −10  |  |
| 5    | Sport Villarreal        | 7    | 9  | 2 | 1 | 6 | 6  | 27 | −21  |  |
| 6    | Sportivo Loja           | 1    | 9  | 0 | 1 | 8 | 3  | 25 | −22  |  |

Actualizado a los partidos jugados el 14 de julio de 2019.
 Fuente: @Joslui13
Criterios de clasificación: 1) Puntos; 2) Diferencia de goles; 3) Goles marcados
Notas:
1. ↑  Deportivo Chinchipe fue sancionado con la pérdida de 6 puntos por hacer actuar ante el Club Loja Federal en la fecha 9 al jugador Wanner Estupiñán que estaba suspendido, se le redujo 3 puntos como sanción y 3 puntos conseguidos en dicho partido (victoria 3-2).

|  | Campeón y clasificado a los zonales de Segunda Categoría 2019.     |
|  | Vicecampeón y clasificado a los zonales de Segunda Categoría 2019. |

## Evolución de la clasificación
| Equipo / Jornada        | 01 | 02 | 03 | 04 | 05 | 06 | 07 | 08 | 09 | 10 |
| ----------------------- | -- | -- | -- | -- | -- | -- | -- | -- | -- | -- |
| Loja Federal            | 2  | 3  | 3  | 1  | 1  | 1  | 1  | 1  | 2  | 1  |
| Independiente de Pindal | 4  | 2  | 2  | 2  | 2  | 2  | 2  | 2  | 1  | 2  |
| Deportivo Chinchipe     | 1  | 1  | 1  | 3  | 3  | 3  | 3  | 3  | 3  | 3  |
| Valle de Catamayo       | 5  | 4  | 4  | 4  | 4  | 5  | 5  | 5  | 4  | 4  |
| Sport Villarreal        | 3  | 5  | 5  | 5  | 5  | 4  | 4  | 4  | 5  | 5  |
| Sportivo Loja           | 6  | 6  | 6  | 6  | 6  | 6  | 6  | 6  | 6  | 6  |

## Resultados

### Primera vuelta
| Independiente de Pindal | 2 - 3 | Loja Federal        | Reina del Cisne         | 12 de mayo | 10:00 |
| Sportivo Loja           | 0 - 3 | Deportivo Chinchipe | Reina del Cisne         | 12 de mayo | 12:00 |
| Sport Villarreal        | 1 - 0 | Valle de Catamayo   | Municipal de Cariamanga | 12 de mayo | 15:00 |

| Loja Federal            | 2 - 3 | Deportivo Chinchipe | Reina del Cisne | 18 de mayo | 15:30 |
| Valle de Catamayo       | 1 - 0 | Sportivo Loja       | Reina del Cisne | 19 de mayo | 09:30 |
| Independiente de Pindal | 2 - 0 | Sport Villarreal    | Reina del Cisne | 19 de mayo | 11:30 |

| Sport Villarreal    | 1 - 3 | Loja Federal            | Reina del Cisne | 26 de mayo | 10:00 |
| Sportivo Loja       | 0 - 2 | Independiente de Pindal | Reina del Cisne | 26 de mayo | 12:00 |
| Deportivo Chinchipe | 0 - 0 | Valle de Catamayo       | Reina del Cisne | 26 de mayo | 14:00 |

| Loja Federal            | 2 - 0 | Valle de Catamayo   | Reina del Cisne | 2 de junio | 11:00 |
| Independiente de Pindal | 2 - 1 | Deportivo Chinchipe | Reina del Cisne | 2 de junio | 13:00 |
| Sport Villarreal        | 1 - 1 | Sportivo Loja       | Reina del Cisne | 2 de junio | 15:00 |

| Sportivo Loja       | 0 - 6 | Loja Federal            | Reina del Cisne | 9 de junio | 10:00 |
| Deportivo Chinchipe | 3 - 0 | Sport Villarreal        | Reina del Cisne | 9 de junio | 12:00 |
| Valle de Catamayo   | 0 - 4 | Independiente de Pindal | Reina del Cisne | 9 de junio | 14:00 |

### Segunda vuelta
| Loja Federal            | 2 - 0 | Sportivo Loja       | Reina del Cisne | 16 de junio | 10:00     |
| Sport Villarreal        | 0 - 2 | Deportivo Chinchipe | Reina del Cisne | 16 de junio | 12:00     |
| Independiente de Pindal | 3 - 0 | Valle de Catamayo   | Cancelado       | Cancelado   | Cancelado |

| Valle de Catamayo   | 0 - 1 | Loja Federal            | Reina del Cisne | 23 de junio | 10:00 |
| Sportivo Loja       | 1 - 3 | Sport Villarreal        | Reina del Cisne | 23 de junio | 12:00 |
| Deportivo Chinchipe | 1 - 2 | Independiente de Pindal | Reina del Cisne | 23 de junio | 14:00 |

| Loja Federal            | 8 - 0 | Sport Villarreal    | Reina del Cisne | 29 de junio | 12:30 |
| Independiente de Pindal | 6 - 1 | Sportivo Loja       | Reina del Cisne | 30 de junio | 10:00 |
| Valle de Catamayo       | 0 - 1 | Deportivo Chinchipe | Reina del Cisne | 30 de junio | 12:00 |

| Sportivo Loja       | 0 - 1 | Valle de Catamayo       | Reina del Cisne | 7 de julio | 10:00 |
| Sport Villarreal    | 0 - 7 | Independiente de Pindal | Reina del Cisne | 7 de julio | 12:00 |
| Deportivo Chinchipe | 3 - 2 | Loja Federal            | Reina del Cisne | 7 de julio | 14:00 |

| Loja Federal (C)    | 3 - 1 | Independiente de Pindal | Reina del Cisne | 14 de julio    | 14:00          |
| Deportivo Chinchipe | -     | Sportivo Loja           | No se programó  | No se programó | No se programó |
| Valle de Catamayo   | -     | Sport Villarreal        | No se programó  | No se programó | No se programó |

### Campeón
| |
| |
| Club Deportivo Loja Federal 1.er título Clasifica a los zonales de la Segunda Categoría 2019 y a la Copa Ecuador 2020. - También clasifica Independiente Fútbol Club como vicecampeón. |